# مهدیه (تونس)
مَهدیه(به عربی: المهدية‌) شهری است در تونس.
پایتخت امپراتوری فاطمی در شمال آفریقا بود. فاطمیان که دودمانی شیعه بودند شهر مهدیه را که به نام مهدی، خلیفه عبیدالله المهدی نامیده شده در سال ۹۰۹ میلادی بنیاد کردند.
اولین شهری که ساخته شد.درساحل شرقی تونس عبیدالله مهدی وقتی دولت تشکیل دادرقاده را از اغالبه گرفت وشهر جدیدی به نام مهدیه ساخت کاخ ومسجدی درآنجا ساخت روبه روی کاخ خودش کاخ پسرش القائم قرار داشت نقشه کاخ مستطیل شکل با ستون های فراواون وتقلیدی است از مسجد جامع قیروان